# Бранко Латас (историчар)
Бранко Латас (Јања Гора, код Плашког, 11. април 1932 — Београд, 12. децембар 2014) био је политиколог, историчар и пуковник Југословенске народне армије.

## Биографија
Рођен је 11. априла 1932. године у Јања Гори, Латасово Брдо, општина Плашки а преминуо је 12. децембра 2014. године у Београду. Основну школу завршио је у Плавча драги и Латасову брду са прекидом две године због рата, што је надокнадио завршавајући по два разреда за једну школску годину. Средњу шумарску школу завршио је у Плашком 1951. године. Од 1951. до септембра 1954. године похађао је и са одличним успехом завршио  трогодишњу Војну академију Југословенске народне армије, која је била прва класа са рангом факултета.
Произведен је у чин потпоручника и распоређен елитној јединици гарде где је провео десет година. Са успехом је ванредно завршио студије на Филозофском факултету - група за историју 1967, а 1983. године докторирао на Факултету политичких наука у Београду. Од 1967. до 1983. године провео је на научно-истраживачком раду у Војноисторијском институту, а од 1983. године до 1991. године у Институту за стратегијска истраживања и студије, одакле је преведен у резерву и пензионисан у чину пуковника.

## Научно истраживачке, публицистичке и друге значајне делатности
У Војноисторијском  институту Југословенске народне армије, престижној научно-истраживачкој установи у Југославији успешно и упорно је изучавао Југословенску војску у отаџбини. Докторирао је на Факултету политичких наука у Београду са дисертацијом „Међународни положај четничког покрета“.
Као редактор и уредник Зборника докумената постепено је напредовао у научним звањима од истраживача, научног сарадника, вишег научног сарадника до научног саветника.
Научно-истраживачку делатност проширио је и на све аспекте Народоослободилачког рата (НОР-а) на целој територији Југославије, тако да је био стручно легитимиран да учествује на разним научним скуповима историчара па су његова сва саопштења објављивана у зборницима тих скупова.
Био је један од ретких историчара коме је била доступна сва сачувана архивска грађа домаће и стране провенијенције о Народноослодилачкој борби и четничком покрету на целој територији Југославије, што је била битна претпоставка за његов  изузетно обиман рад као познатог историчара у чијим делима су садржана аутентична историјска сведочења. Објавио је књигу „Сарадња четничка Драже Михаиловића са окупатором у усташама 1941-1945. године“. Коаутор  је  обимног дела  „Четнички покрет Драже Михаиловића 1941-1945. године“ и књиге „Поп издаје - четнички војвода Момчило Ђујић“. Поред тога, био је редактор две од укупно четири књиге Зборника Докумената четничког покрета Драже Михаиловића.
Објавио је око 100 научних и стручних радова, чланака и расправа из области историје НОР-а, као и четничког покрета које су у својим радовима цитирали поједини писци. Објавио је неколико фељтона историјског садржаја у угледним југословенским дневним и периодичним листовима. Написао је двадесет биографија народних хероја Југославије које су објављене и истоименој публикацији.
Док је радио у Институту  за стратегијска  истраживања  и студије (од 1983. до 1991. године) био је главни и одговорни уредник  часописа „Савремени стратегијски проблеми“. Поред учешћа у раду у другим пројектима, координирао је рад сарадника  на пројекту „Титово војно дело“. Водио је пројекат и био активни сарадник и учесник у истраживању, изради и објављивању студије „Југословенска непријатељска емиграција“.
Организовао је неколико округлих столова и учествовао у раду око 20 столова и трибина из области Народноослободилачког рата, као и ратовима на територији Југославије од 1991. до 1995. године.
Учествовао је  на округлом столу југословенских и америчких историчара на Плитвичким језерима (1980. године) у вишедневној научно-стручној расправи о америчко-југословенским односима са тежиштем на Други светски рат. На Брду код Крања учествовао је са енглеским историчарима (1983. године)  у расправи  о проблему различитих гледања на догађаје о продужетку рата у западном делу Југославије после капитулације Немачке. Учествовао је у Загребу на тродневној расправи о контроверзама у историографији и фељтонистици.
Био је један од сарадника у екипи истраживача за израду историјске основе за филмове „Ужичка република“ и „Неретва“. Писао је рецензије за нека научна дела из области историје, а био је и ментор за магистарске и докторске тезе и члан комисија за одбрану теза.
Био је веома запажен и уверљив учесник у телевизијској емисији „Кино - око“ 1983. године на расправи историчара о четничком покрету Драже Михаиловића.